# Мусабеков Газанфар Махмуд-огли
Газанфа́р Махму́д огли Мусабе́ков (азерб. Qəzənfər Mahmud oğlu Musabəyov, 14 (26) липня 1888, селище Перебіділь Кубинського повіту Бакинської губернії, тепер Азербайджан — розстріляний 9 лютого 1938) — радянський та азербайджанський політичний діяч і революціонер, голова РНК Азербайджанської РСР (1922—1930), голова РНК ЗРФСР (1931—1937). Кандидат у члени ЦК ВКП(б) у 1925—1937 роках.

## Біографія
Народився в родині селянина-середняка. Після початкової шкільної підготовки у місті Кубі вступив до 1-ї Бакинської гімназії, яку звакінчив у 1911 році. Смерть батька й догляд за малолітніми сестрами на рік перервали його подальшу освіту .
У 1917 році закінчив медичний факультет Київського університету Святого Володимира.
З березня по грудень 1917 року — голова виконавчого комітету Кубинської ради, голова Кубинського повітового продовольчого комітету.
У грудні 1917 — серпні 1918 року — заступник голови Бакинського губернського продовольчого комітету.
У серпні 1918 року Мусабеков відбув до Поволжя, де допоміг Наріманову в організації мусульманського військового лазарету в Астрахані. З вересня 1918 по квітень 1920 року — головний лікар 564-го польового госпіталю РСЧА в Астрахані.
Член РКП(б) з жовтня 1918 року.
Одночасно, з грудня 1918 по березень 1920 року — секретар мусульманської секції Астраханського губернського комітету РКП(б). Також очолював місцеве відділення азербайджанської соціал-демократичної організації "Гуммет".
27 квітня 1920 року частини 11-ї Армії перетнули азербайджанський кордон і наступного дня увійшли до Баку. Азербайджан було проголошено Радянською Соціалістичною Республікою. Мусабеков повернувся на батьківщину. 28 квітня 1920 — 19 травня 1921 року — член Тимчасового Військово-революційного комітету Азербайджану.
З 28 квітня 1920 по 1922 рік — народний комісар землеробства Азербайджанської РСР, народний комісар торгівлі і промисловості Азербайджанської РСР, народний комісар продовольства Азербайджанської РСР.
З липня 1921 по листопад 1922 року — кандидат у члени виконавчого комітету Комуністичного Інтернаціоналу.
У серпні 1921 — травні 1922 року — заступник голови Ради народних комісарів Азербайджанської РСР. У квітні 1922 року Мусабеков тимчасово очолював Раду народних комісарів Азербайджанської РСР через відсутність Наріманова, який брав участь у Генуезькій конференції.
7 травня 1922 — 1930 року — голова Ради народних комісарів Азербайджанської РСР.
Одночасно, 21 травня 1925 — червень 1937 року — голова Центрального виконавчого комітету СРСР (ЦВК СРСР).
У вересні 1929 — 15 грудня 1931 року — голова Центрального виконавчого комітету Азербайджанської РСР.
18 січня 1931 — 28 січня 1932 року — голова Центрального виконавчого комітету Закавказької РФСР.
12 листопада 1931 — грудень 1936 року — голова Ради народних комісарів Закавказької РФСР.
25 червня 1937 року постановою пленуму ЦК ВКП(б) Мусабекова було виведено зі складу ЦК ВКП(б).
26 липня 1938 року заарештований органами НКВС у місті Тбілісі, звинувачений в організації антирадянської змови. За вироком воєнної колегії Верховного суду СРСР 8 лютого 1938 року засуджений до страти. 9 лютого 1938 року Газанфар Мусабеков був розстріляний у внутрішній тюрмі НКВС міста Тбілісі.
Посмертно реабілітований 6 грудня 1955 року.
Сестра Газанфара Мусабекова —  Айна Султанова стала однією з перших азербайджанок-революціонерок, наркомом юстиції Азербайджанської РСР. Репресована 1938 року.

## Нагороди
- орден Трудового Червоного Прапора [2]